# 郡上市立大和北小学校
郡上市立大和北小学校 （ぐじょうしりつ やまときたしょうがっこう）は、かつて岐阜県郡上市大和町にあった公立小学校。
2024年、郡上市大和町の4つの小学校（大和北小学校、大和第一北小学校、大和西小学校、大和南小学校）を統合。郡上市立大和小学校の新設により廃校。
敷地及び校舎の一部（特別教室、管理棟など）と体育館（2023年竣工）は郡上市立大和小学校に転用された。

## 通学区域
- 通学区域は大和町剣、大和町名皿部、大和町小間見、大和町大間見である。公立中学校の進学先は郡上市立大和中学校である[1]。

## 沿革
- 1873年（明治6年） - 剣村に鶴木学校が開校。同時期に小間見村、大間見村、万場村にも学校が開校[2]する。
- 1882年（明治15年） - 公立鶴木小学校に改称する。
- 1886年（明治19年） - 鶴木簡易科・尋常小学校に改称する。
- 1897年（明治30年）4月1日 - 小間見村、剣村、大間見村、万場村が合併し、弥富村が発足。
- 1901年（明治34年） - 弥富尋常高等小学校に改称する。
- 1908年（明治41年） - 小間見尋常小学校、大間見尋常小学校、万場尋常小学校と統合。小間見分教場、大間見分教場、万場分教場を設置。
- 1941年（昭和16年）4月1日 - 弥富国民学校に改称する。
- 1947年（昭和22年）4月1日 - 弥富村立弥富小学校に改称する。
- 1955年（昭和30年）3月28日 - 弥富村、西川村、山田村が合併し、大和村が発足。同時に大和村立北小学校に改称する。
- 1958年（昭和33年）4月 - 大和村立西小学校名皿部分校が、大和村立北小学校に移る。
- 1960年（昭和35年） - 万場分校が独立し、大和村立第二北小学校[3]となる。
- 1967年（昭和42年）4月 - 名皿部分校を廃止。
- 1969年（昭和44年）9月9日 - 奥美濃地震により校舎が傾き、使用不可能となる。このため、大和中学校北分教場（旧・大和村立北中学校）の生徒を、6月に完成した大和中学校統一校舎に収容。北小学校は大和中学校北分教場を仮校舎として使用する。
- 1971年（昭和46年） - 校舎（鉄筋コンクリート造）が完成。児童は仮校舎から移る。
- 1976年（昭和51年） - 体育館が完成。
- 1981年（昭和56年） - 第二校舎（鉄筋コンクリート造）が完成。
- 1985年（昭和60年）11月1日 - 町制施行により大和町となる。同時に大和町立北小学校に改称する。
- 1989年（平成元年） - 東弥分校を廃止。
- 1992年（平成4年） - 大間見分校を廃止。
- 2002年（平成14年） - 特別教室、管理棟の増改築完成。プールが完成。
- 2004年（平成16年）
  - 2月 - 大和町立大和北小学校に改称する。
  - 3月1日 - 八幡町、白鳥町、大和町、高鷲村、美並村、明宝村、和良村と合併し、郡上市が発足。同時に郡上市立大和北小学校に改称する。
- 2022年（令和4年） - 郡上市立大和小学校新校舎建設のため、従来の校舎の一部を解体する。仮設校舎での授業を開始。
- 2023年（令和5年）
  - 3月 - 新体育館が完成（2024年4月からは大和小学校の体育館に転用。）。
  - 9月23日 - 閉校記念イベントを行う。
- 2024年（令和6年）3月31日 - 廃校。